# バカラバンク
バカラバンク (Baccarat en Banque)とは、カジノゲームの一種である。トランプを使い、ダブルテーブルのバカラともいわれる。
名前のとおり、カジノゲーム「バカラ系」のゲームの一種でもあり、ルールもバカラと似ている。だが、バカラとの大きな違いは、カードが2手に分かれていて 、バンカーは左右2手のプレイヤーのカードと競う。ブラックジャックとバカラを混ぜ合わせたゲームだともいわれる。